# 하마마쓰번
하마마쓰 번(일본어: 浜松藩 하마마츠한[*])은 에도 시대의 번으로서 도토미국 하마마쓰숙(지금의 시즈오카현 하마마쓰시 주오구)에 위치하였으며 번청은 하마마쓰성에 있다.

## 역대 번주
사쿠라이 마쓰다이라가
후다이 5만석
1. 다다요리(忠頼)

미즈노가 (시게나카계)
후다이 2만 5천석 → 3만 5천석
1. 시게나카(重央)

고리키가
후다이 3만 5천석
1. 다다후사(忠房)

오규 마쓰다이라가
후다이 3만 5천석
1. 노리나가(乗寿)

오타가
후다이 3만 5천석 → 3만 2천석
1. 스케무네(資宗)
2. 스케츠구(資次)

아오야마가
후다이 5만석
1. 무네토시(宗俊)
2. 다다오(忠雄)
3. 다다시게(忠重)

혼조 마쓰다이라가
후다이 7만석
1. 스케토시(資俊)
2. 스케쿠니(資訓)

오코치 마쓰다이라가
후다이 7만석
1. 노부토키(信祝)
2. 노부나오(信復)

혼조 마쓰다이라가 (재봉)
후다이 7만석
1. 스케쿠니
2. 스케마사(資昌)

이노우에가
후다이 6만석
1. 마사쓰네(正経)
2. 마사사다(正定)
3. 마사모토(正甫)

미즈노가 (다다모토계)
후다이 6만석 → 7만 453석 → 5만석
1. 다다쿠니(忠邦)
2. 다다키요(忠精)

이노우에가
후다이 6만석
1. 마사하루(正春)
2. 마사나오(正直)